# Zidantas II
Zidantas II va ser un rei hitita que va governar després del 1480 aC. Possiblement era nebot d'Hantilis II. Portava el títol de Labarnas, gran rei, i "Sol meu". La seva dona es deia Yaya. Era contemporani de Barattarna de Mitanni i probablement de Parsatatar. També va viure al seu temps Idrimi d'Alalakh.
Les relacions amb Kizzuwatna van empitjorar quan ambdós regnes van ocupar territoris que abans pertanyien a l'altre, però després es va signar un tractat paritari que va posar fi als litigis, quan a Kizzuwatna regnava Pilliya II. Va ser el darrer tractat paritari que un rei hitita va fer amb Kizzuwatna, ja que poc després el regne de Mitanni va conquerir el país i Pilliya II va haver d'acceptar la condició de vassall. Al tractat es dona a entendre que els egipcis estaven expulsant les tropes de Mitanni del seu país i que prenien el control de Síria. Llavors Idrimi d'Alalakh, vassall hurrita, per un acord amb Kizzuwatna, va poder fer una incursió de saqueig a territori hitita, i va destruir set fortaleses: Pasahe, Damarut-re’i, Hulakhkhan, Zise, Ie, Uluzina i Zaruna; no hi va haver reacció de la part del rei hitita. Un text conservat diu: "el país d'Hatti no va anar contra mi i jo podia fer el que volia".
A Zidantas II el va succeir Huzziyas II, que no se sap quin parentiu hi tenia, però s'ha pensat que n'era fill.